# Trennverstärker
Trennverstärker oder Isolationsverstärker werden immer dann zur galvanischen Trennung eingesetzt, wenn diese durch Übertrager nicht möglich oder erwünscht ist. Trennverstärker können im Gegensatz zu Übertragern auch Gleichspannungssignale übertragen. Der Begriff Verstärker bedeutet nicht zwingend, dass sie auch eine Spannungsverstärkung vornehmen.

## Arbeitsprinzipien

Prinzipschaltbild eines Trennverstärkers

Die Schaltung eines Trennverstärkers besteht aus Sende- und Empfangsteil. Der Sender arbeitet auf dem Messpotenzial, während der Empfänger auf einem anderen Potenzial arbeitet. Dazu wird auf dem Sender eine erdfreie Stromversorgung benötigt. Der Masseanschluss dieser erdfreien Stromversorgung (floating Ground) ist das Bezugspotenzial des Sendeteils.
Die Stromversorgung wird galvanisch über einen Transformator getrennt. Es werden isolierte, sogenannte DC/DC-Wandler eingesetzt, die mit einem hochfrequenten Oszillator im Bereich um einige 100 kHz arbeiten. Dadurch werden sehr geringe Koppelkapazitäten, oft weniger als 10 pF, erreicht.
Die Signalspannung muss elektrisch isoliert an den Empfänger übertragen werden. Hierzu werden die folgenden Arten der galvanischen Trennung eingesetzt:
- induktive Kopplung
- kapazitive Kopplung
- optoelektronische Kopplung (Optokoppler oder Lichtleitkabel)

Bei der induktiven oder kapazitiven Kopplung muss die gemessene Spannung auf einen Träger mit genügend hoher Frequenz moduliert werden. Hierbei kommt meist eine  Frequenzmodulation oder Pulsdauermodulation zum Einsatz.

Schaltung zur Übertragung eines Analogwertes mittels Optokoppler: beide Optokoppler können auch denselben Sender verwenden

Auch mit einfachen Optokopplern können Gleichspannungen übertragen werden. Die Nichtlinearität des Optokopplers wird durch eine geeignete Beschaltung – über den Vergleich mit einem baugleichen Referenz-Optokoppler – aufgehoben. Auch gibt es speziell hierfür Optokoppler mit einer Sendediode und zwei Empfängerdioden, die hinsichtlich ihrer CTR besonders eng toleriert sind.

## Bauelemente
Trennverstärker mit induktiver, kapazitiver und optoelektronischer Kopplung sind im Handel als fertige Bauelemente erhältlich. Viele Typen bieten hierbei bereits eingebaute Gleichspannungswandler. Externe Gleichspannungswandler werden daher meist nur dann eingesetzt, wenn mit diesem mehrere Isolationsverstärker mit gemeinsamen Floating-Ground betrieben werden.
| Typ             | Hersteller                    | Signalübertragung   | Isolierte Stromversorgung | Grenzfrequenz | Isolations- spannung                                  | Anmerkungen                                                                                                |
| --------------- | ----------------------------- | ------------------- | ------------------------- | ------------- | ----------------------------------------------------- | --- |
| AD202           | Analog Devices                | induktiv            | intern                    | 0…2 kHz       | {\displaystyle {\hat {U}}} = 2000 V                   | selbstversorgter Eingang                                                                                   |
| AD210           | Analog Devices                | induktiv            | intern                    | 0…20 kHz      | {\displaystyle U_{\mathrm {eff} }} = 2500 V           | Differenzeingang, von E und A isolierte Versorgung                                                         |
| AD215           | Analog Devices                | induktiv            | intern                    | 0…120 kHz     | {\displaystyle U_{\mathrm {eff} }} = 1500 V           | selbstversorgter Eingang                                                                                   |
| ISO100          | Texas Instruments, Burr-Brown | optisch             | extern                    | 0…5/60 kHz    | {\displaystyle {\hat {U}}} =750 V                     | rauscharm, Auslaufmodell                                                                                   |
| ISO103          | Texas Instruments, Burr-Brown | kapazitiv           | intern                    | 0…20 kHz      | {\displaystyle U_{\mathrm {eff} }} = 1500 V           | selbstversorgter Eingang                                                                                   |
| ISO113          | Texas Instruments, Burr-Brown | kapazitiv           | intern                    | 0…20 kHz      | {\displaystyle U_{\mathrm {eff} }} = 1500 V           | selbstversorgter Ausgang                                                                                   |
| ISO121          | Texas Instruments, Burr-Brown | kapazitiv           | extern                    | 0…60 kHz      | {\displaystyle U_{\mathrm {eff} }} = 3500 V           | ±10V Ein-/Ausgang, Verstärkung 1                                                                           |
| ISO122, ISO124  | Texas Instruments, Burr-Brown | kapazitiv           | extern                    | 0…50 kHz      | {\displaystyle U_{\mathrm {eff} }} = 1500 V           | ±10V Ein-/Ausgang, Verstärkung 1                                                                           |
| HCPL-7840       | Avago Technologies            | Optokoppler         | extern                    | 0…100 kHz     | {\displaystyle U_{\mathrm {eff} }} = 600 V (CAT III)  | Transientenfestigkeit 15 kV·µs−1, ±200 mV Eingang für Shunt, Verstärkung 8, Differenz-Ausgang              |
| HCPL-788J       | Avago Technologies            | Optokoppler         | extern                    | 0…30 kHz      | {\displaystyle U_{\mathrm {eff} }} = 1000 V (CAT III) | Transientenfestigkeit 25 kV·µs−1, ±200 mV Eingang für Shunt, Verstärkung einstellbar, single-ended Ausgang |
| HCNR200 HCNR201 | HP                            | Doppel- Optokoppler | extern                    | 0…1 MHz       | {\displaystyle {\hat {U}}} = 1400 V                   | nur Koppler mit 2 Fotodioden, externe Beschaltung erforderlich                                             |

Isolationsverstärker werden oft aus isolierten DC/DC-Wandlern gespeist.